# Célula solar plasmónica

## Descripción
Una célula solar plasmónica (PSC) es una clase de dispositivo fotovoltaico que convierte la luz en electricidad mediante el uso de plasmones que mejoran la absorción al dispersar la luz utilizando nanopartículas de metal excitadas. Los PSC son un tipo de Célula solar de película fina, que típicamente tiene 1-2 μm de espesor estando este valor  intrisicamente relacionado con los métodos para la captura de la luz en la superficie. Un método que se ha explorado en los últimos años es dispersar la luz utilizando nanopartículas de metales excitadas por su resonancia de plasmón superficial, esto permite que la luz se absorba de forma más directa y sin la capa adicional relativamente gruesa requerida en otros tipos de células solares de película delgada.

## Funcionamiento
La luz entrante en la frecuencia de resonancia del plasmones induce oscilaciones de electrones en la superficie de la célula haciendo que la luz viaje a lo largo de la célula solar y rebote entre el sustrato y las nanopartículas permitiendo que la célula solar absorba más luz.

## Actualidad
Actualmente se estudia incorporar nanopartículas de núcleo-cáscara pueden soportar simultáneamente resonancias eléctricas y magnéticas, demostrando propiedades completamente nuevas en comparación con las nanopartículas metálicas.

## Fabricación
Se depositan nano-partículas metálicas en la superficie superior de la célula solar, si tenemos una células solar transparente podemos aplicar esta deposición en ambas caras. La deposición se produce por epitaxia de haz molecular y epitaxia de fase de vapor orgánico metálico siendo las nanopartículas fundamentalmente de oro y aluminio.

## Ventajas
Esta tecnología aun está en fase experimental pero promete grandes características como:
1. Aumento de la eficiencia.[1]
2. Combinación con otras tecnologías.[1]
3. Pueden usar sustratos que son más baratos que los de silicio, tales como vidrio, plástico o acero.

## Desventajas
Las principales características por lo cual aún no estén más extendidas son:
1. Es una tecnología aun en fase de experimentación.[1]
2. Acoplamiento de luz en las longitudes de onda cortas por debajo de la resonancia de plasmones, es decir, la interferencia destructiva entre la luz dispersada y no dispersada.[1]